# Singer Building
Das Singer Building in New York City war ein Gebäudekomplex mit einem Wolkenkratzer in Lower Manhattan. Es diente bis 1961 als Hauptsitz der Singer Manufacturing Company. Der Wolkenkratzer war im Baustil der Beaux-Arts-Architektur gehalten und wurde 1908 fertiggestellt. Mit einer Höhe von 187 Metern und 41 Geschossen war er ein Jahr lang das höchste Gebäude New Yorks und auch das höchste weltweit.
Die Basis des Komplexes bestand aus zwei 1897 bis 1899 errichteten, 10- und 14-geschossigen Gebäuden an den Straßen Broadway und Liberty Street. Diese Gebäude wurden in den 1900er Jahren umgebaut und der Wolkenkratzer hinzugefügt.
Das Singer Building wurde vom Herbst 1967 bis Anfang 1969 zusammen mit dem benachbarten City Investing Building abgerissen. Auf dem Areal wurde in den 1970er Jahren das U.S. Steel Building errichtet. Das Singer Building war bis 2021, als das JP Morgan World Headquarters zurückgebaut wurde, das höchste Gebäude, das von seinen Eigentümern zugunsten eines Neubaus abgerissen wurde.
Auf der Welt existieren andere Gebäude, die als Singer Building oder Singer-Haus bezeichnet werden. Darunter sind das Singer-Haus in Sankt Petersburg aus dem Jahr 1904 und das Singer Building in Chicago, ein denkmalgeschütztes Hochhaus aus dem Jahr 1926, das im National Register of Historic Places eingetragen ist.

## Geschichte
Der Architekt Ernest Flagg legte 1902 die Pläne für den Bau vor, der anfangs nur eine Höhe von rund 300 Fuß (rund 91 m) erreichen sollte. Diese wurde jedoch bald darauf auf fast das Doppelte erhöht. Die Arbeiten am 149 Broadway Ecke Liberty Street begannen 1906. Mit seinen 47 Geschossen war es bis zur Eröffnung des Metropolitan Life Towers im Jahr 1909 kurze Zeit das höchste Gebäude der Welt.
Das Unternehmen Singer nutzte die oberen Geschosse des Turms – einschließlich der sechs Geschosse in der Laterne des Turms – selbst und vermietete die Stockwerke unterhalb des 31. Stocks. In der 40. Etage befand sich eine Aussichtsplattform für Besucher. Für die New Yorker Bauordnung von 1916 wurde das Gebäude zum Maßstab, weil der Turm nur 25 Prozent der Grundstücksfläche einnahm. Für künftige Bauvorhaben wurde dies die Vorgabe.
Im Verlauf der 1960er Jahre stellte sich das Gebäude aufgrund seiner geringen Innenabmessungen immer mehr als unrentabel heraus. Es bot je Stockwerk lediglich 390 m² Nutzfläche. Die United States Steel Corporation kaufte die Grundstücke mit den Singer und City Investing Buildings und ließ alle Gebäude des Häuserblocks, so auch den 60 Jahre alten Wolkenkratzer, 1967 abreißen. Der Konzern errichtete das U.S. Steel Building, das durch seine zweckmäßige Kubatur 3.400 m² Nutzfläche je Stockwerk bietet. Die Abbrucharbeiten begannen im August 1967 und wurden ein Jahr später abgeschlossen. Obwohl das Singer Building eines der prägnantesten Bauwerke New Yorks war, unterlag es nicht dem Denkmalschutz. Die für die Anerkennung zuständige Landmarks Preservation Commission teilte im August 1967 mit, dass die Stadt New York im Fall einer Anerkennung entweder einen Käufer für das Gebäude hätte finden oder es selber erwerben müssen. Am 14. September 1967 wurde mit dem Abriss begonnen.

## Architektur
Der schlank aufsteigende Turm folgte dem Typus eines Leuchtturms. Der Turm selbst stieg erst oberhalb des 15. Stockwerks aus der Mitte eines Komplexes von zwei niedrigeren Bauten auf, die bereits vorher von Flagg errichtet worden waren.

Ansichten des Singer Buildings
Postkartenmotiv, von links nach rechts: Hudson Terminal, City Investing, Singer, West Street und Trinity Buildings
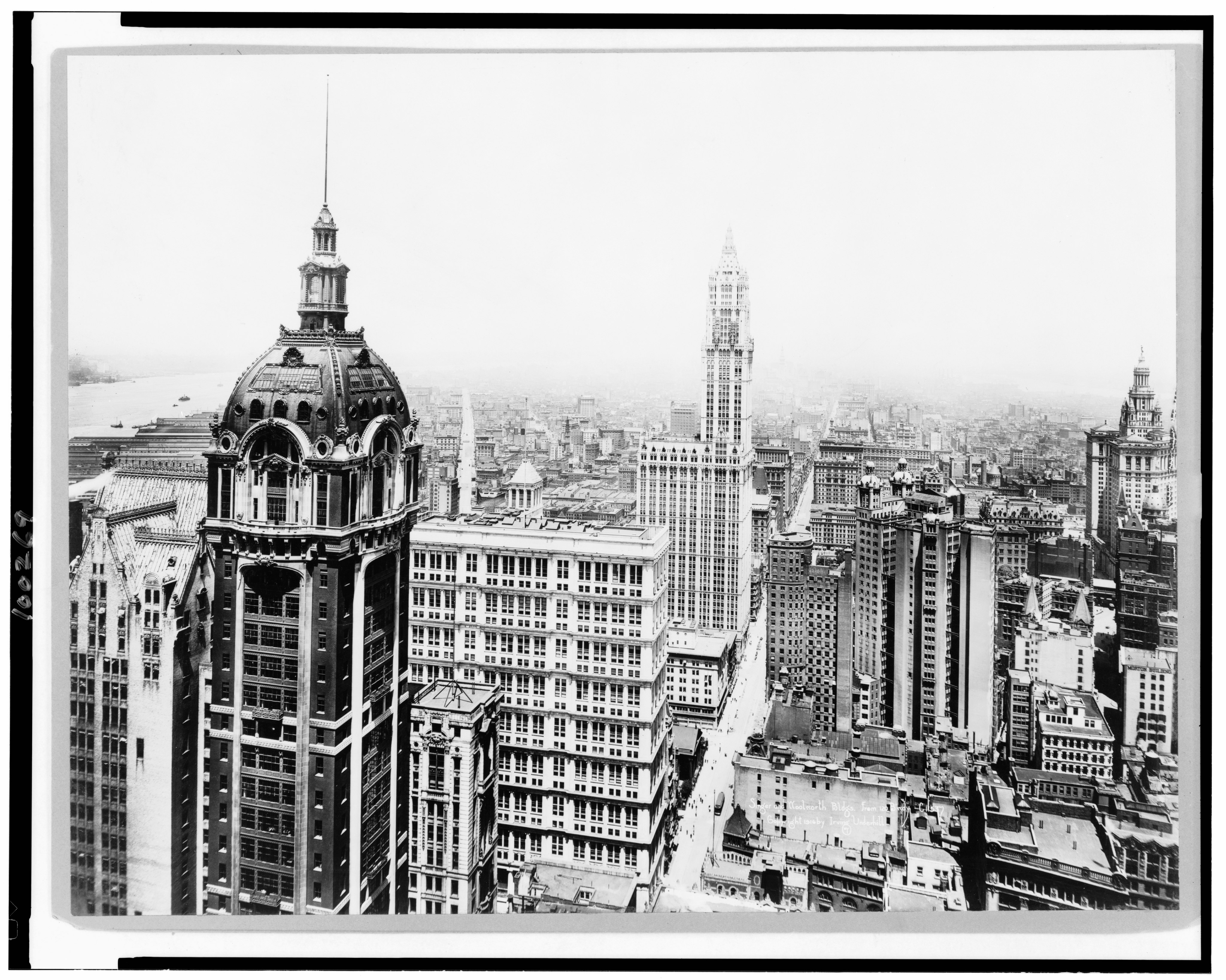
Blick 1916 vom Equitable Building entlang Broadway auf City Investing, Singer, Telephone and Telegraph, Woolworth, Park Row und Municipal Buildings
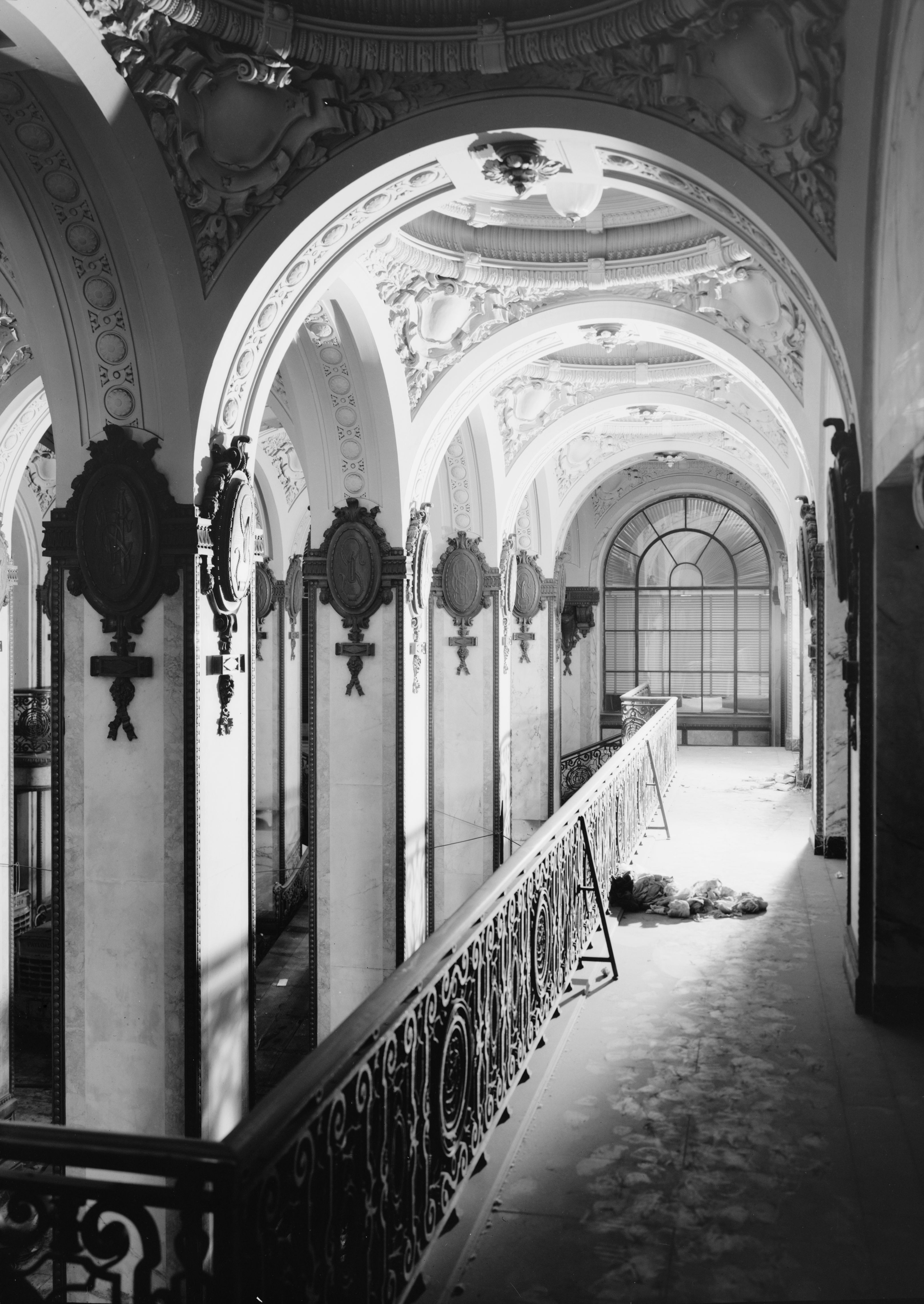
Innenansicht bei den Abrissarbeiten, September 1967
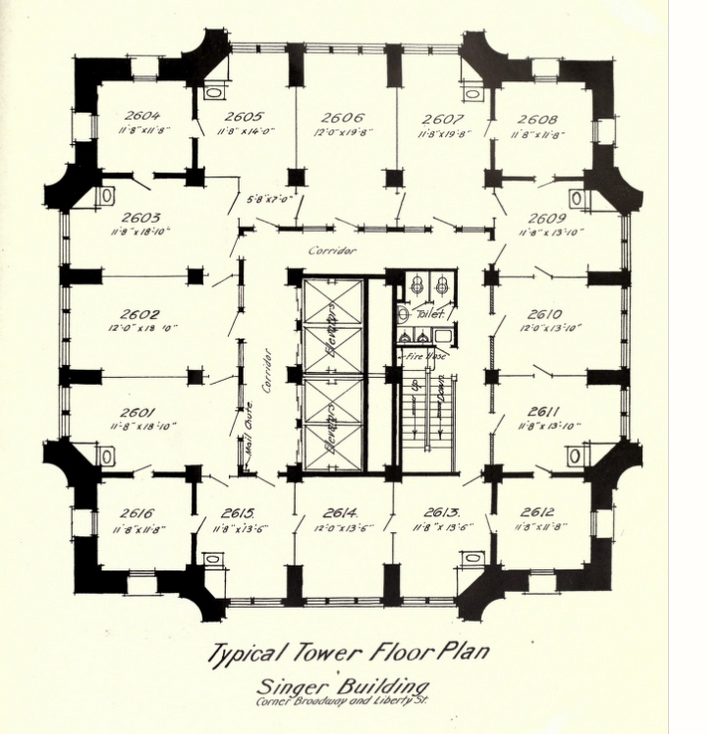
Typischer Grundriss einer Etage des Wolkenkratzers